# أمير مشارك لأندورا
الأميران المشتركان لأندورا هما معًا رأسا الدولة (بالكتالانية: cap d'estat) لإمارة أندورا، وهي دولة صغيرة غير ساحلية تقع في جبال البرانس بين فرنسا وإسبانيا.
تأسّس هذا النظام الثنائي الفريد في عام 1278 بموجب معاهدة بين أسقف أورغل وكونت فوا، واستمر هذا الترتيب من العصور الوسطى حتى يومنا هذا. يشغل منصب الأميرين المشاركين حاليًا كل من أسقف أورغل (جوزيب-يُويس سيرانو بينتينات) ورئيس فرنسا (إيمانويل ماكرون)، وذلك بعد انتقال مطالب كونت فوا إلى التاج الفرنسي، ومن ثم إلى رئيس الجمهورية الفرنسية. يُعيّن كل أمير ممثلًا شخصيًا عنه؛ إذ يمثّل الأمير الأسقفي حاليًا إدوارد إيبانييث، بينما يمثّل الأمير الفرنسي باتريس فور.

## نشأة الإمارة المشتركة وتطورها
تقول التقاليد أن شارلمان منح ميثاقًا للشعب الأندوري مقابل قتالهم ضد مسلمي الأندلس. كان الحاكم الإقطاعي لهذه المنطقة في البداية كونت أورغل. في عام 988، أعطى الكونت بورل الثاني أندورا لأبرشية أورغل مقابل أرض في سيردانيا. يحكم أسقف أورغل، ومقره في لا سيو دورجيل، أندورا منذ ذلك الحين.
قبل عام 1095، لم يكن لدى أندورا أي نوع من الحماية العسكرية، ومنذ أن علم أسقف أورغل أن كونت أورغل أراد استعادة وديان أندورا،  طلب المساعدة من لورد كابوا. في عام 1095، وقع اللورد والأسقف إعلانًا عن سيادتهما المشتركة على أندورا. تزوجت أرنالدا، ابنة لورد كابوا، من فيكونت كاستيلب، وأصبح كلاهما فيكونتا كاستيلبو وسيردانيا. تزوجت ابنتهما إرميسندا من روجر بيرنات الثاني، كونت فوا الفرنسي. أصبحوا، على التوالي، كونت وكونتيسة فوا، وفيكونتا كاستيلبو وسيردانيا، وأيضًا ملكين مشاركين في أندورا (مع أسقف أورغل).[بحاجة لمصدر]
في القرن الحادي عشر، نشأ نزاع بين أسقف أورغل وكونت فوا. توسطت أراغون في الصراع عام 1278، وأدى إلى توقيع معاهدة، والتي نصت على تقاسم سيادة أندورا بين الكونت  والأسقف. أعطى هذا الإمارة أراضيها وشكلها السياسي، وشكل البداية الرسمية للترتيب الملكي الفريد في أندورا.[بحاجة لمصدر]
من خلال الميراث، انتقل لقب كونتية فوا إلى أندورا إلى ملوك نافارا، بعد تتويج هنري الثالث ملك نافارا هنري الرابع ملك فرنسا، أصدر مرسومًا في عام 1607 يقضي بتأسيس ملك فرنسا وأسقف أورغل أمراء مشاركين لأندورا. في 1812-1813 ، ضمت الإمبراطورية الفرنسية الأولى كاتالونيا وقسمتها إلى أربع مقاطعات، وشكلت أندورا جزءًا من مقاطعة بويجثيردا (مقاطعة سيغري). بعد هزيمة نابليون الأول، صدر مرسوم ملكي نقض هذا الضم، وعادت أندورا إلى حالتها السياسية والاستقلالية السابقة.    استمر رئيس الدولة الفرنسي — سواء كان ملكًا أو إمبراطورًا أو رئيسًا — في تولي منصب الأمير المشارك لأندورا منذ ذلك الحين.

## التاريخ الحديث
في 12 يوليو 1934، تم تحدي النظام الملكي في أندورا من قبل مغامر يُدعى بوريس سكوسيرف، الذي أصدر إعلانًا في أورغل يعلن نفسه "بوريس الأول، ملك أندورا". على الرغم من أنه كان يتمتع في البداية ببعض الدعم داخل المؤسسة السياسية لأندورا، فقد تم اعتقاله في نهاية المطاف من قبل السلطات الإسبانية في 20 يوليو 1934 بعد إعلان الحرب على أسقف أورغل (الذي رفض التنازل عن مطالبته بالإمارة). تم طرد سكوسيرف، ولم يُنظر إليه مطلقًا على أنه ملك أندورا بأي معنى قانوني.
قبل عام 1993، لم يكن لأندورا دستور مدون، ولم تكن الصلاحيات الدقيقة للأمراء المشاركين محددة في القانون. في مارس 1993، تمت الموافقة على دستور من خلال تصويت الشعب الأندوري وتم التوقيع عليه ليصبح قانونًا من قبل الأمراء المشاركين في ذلك الوقت: الأسقف جوان مارتي ألانيس والرئيس فرانسوا ميتران. وقد أوضح استمرار النظام الثنائي الأندوري الفريد، كما حدد الدور الدقيق وصلاحيات الأميرين المشاركين. قبل اعتماد الدستور، دفعت أندورا في السنوات الفردية تكريمًا بنحو 460 دولارًا للحاكم الفرنسي، بينما في السنوات الزوجية، دفعت نحو 12 دولارًا للأسقف الإسباني، بالإضافة إلى ستة قطع من لحم الخنزير، وستة أجبان، وست دجاجات حية. تم التخلي عن هذه العادة في عام 1993.
في عام 2009، هدد الرئيس الفرنسي نيكولا ساركوزي بالتنازل عن العرش كأمير فرنسي إذا لم تغير الإمارة قوانينها المصرفية لإلغاء وضعها الطويل كملاذ ضريبي.
في عام 2014، قال جوان إنريك فيفيس إي سيسيليا إنه سيتنازل عن العرش أسقفًا لأورغل وأميرًا مشاركًا لأندورا إذا أقر البرلمان الأندوري قانونًا يشرع الإجهاض. بعد ذلك، تم تعليق الأسقفية حتى إصدار القانون، حتى لا يضطر أي رجل دين إلى التوقيع عليه. وهذا من شأنه أن يجعل أندورا الدولة الثانية (بعد بلجيكا) التي يرفض فيها رئيس الدولة التوقيع على قانون يشرع الإجهاض دون منع إصدار القانون.

## الدور السياسي المعاصر
يحدد دستور أندورا بدقة دور وصلاحيات الأمراء المشاركين لأندورا اليوم. ينص الدستور على أن أندورا "مبدأ برلماني مشترك"،  ينص على أن يعمل أسقف أورغل ورئيس فرنسا معًا كرؤساء دولة مشتركين. ويميز الدستور بين السلطات التي يمكن أن يمارسوها بمفردهم (المادة 46)، والتي تتطلب التوقيع المشترك من قبل رئيس الحكومة الأندورية، أو موافقة الهيئة التشريعية الأندورية (المادة 45).
تشمل السلطات التي يمكن للأمراء المشاركين ممارستها بمفردهم ما يلي:
- ممارسة مشتركة "لامتياز النعمة" (سلطة العفو)؛
- يجوز لكل أمير مشارك تعيين عضو واحد في المجلس الأعلى للقضاء وعضو واحد في المحكمة الدستورية؛
- إنشاء الخدمات التي يراها ضرورية للوفاء بصلاحياته الدستورية، وتعيين الأفراد لأداء هذه الخدمات؛
- طلب إصدار حكم أولي حول دستورية القوانين المقترحة أو المعاهدات الدولية؛
- الموافقة على نص أي معاهدة دولية قبل عرضها على البرلمان للمصادقة عليها؛
- رفع القضية أمام المحكمة الدستورية في حال حدوث أي نزاع حول ممارسة صلاحياتهم الدستورية.

تشمل السلطات التي قد يمارسها الأمراء بالاشتراك مع رئيس الحكومة ما يلي:
- الدعوة إلى انتخابات أو استفتاءات وفقاً لأحكام الدستور؛
- تعيين رئيس الحكومة وفق أحكام الدستور؛
- حل المجلس العام (الهيئة التشريعية الأندورية) قبل انتهاء مدته الحالية (ولكن ليس حتى مرور عام واحد على الأقل على الانتخابات السابقة)؛ [15]
- اعتماد الممثلين الدبلوماسيين من أندورا لدى الدول الأجنبية، واستلام أوراق اعتماد الممثلين الأجانب في أندورا؛ [a]
- تعيين شاغلي المناصب وفقًا للأحكام الدستورية المناسبة؛
- إقرار القوانين وسنّها وفقًا للأحكام الدستورية؛
- منح الموافقة الرسمية على المعاهدات الدولية، بمجرد المصادقة عليها من قبل المجلس العام.

يُمنح كل أمير مشارك بدلًا سنويًا من المجلس العام للتصرف فيه بالشكل الذي يراه مناسبًا. يعين كل منهما ممثلًا شخصيًا في أندورا،  وفي حالة عجز أحدهما، ينص الدستور على أن يحكم الأمير الآخر في غيابه، بموافقة رئيس حكومة أندورا أو المجلس العام.
تتطلب معاهدات معينة مشاركة الأمراء المشاركين (أو ممثليهم المعينين) في عملية التفاوض وكذلك الموافقة النهائية عليهم تم تفصيلها في المادتين 66 و67 من الدستور.
يحتفظ الأميران المشتركان بالحق في اقتراح تعديلات على الدستور؛ هذا الحق نفسه من اختصاص المجلس العام. ليس لديهم حق النقض (الفيتو) على التشريعات التي أقرها المجلس العام، على الرغم من أنهم يحتفظون بحق النقض (الفيتو) على معاهدات دولية معينة، كما هو موضح أعلاه.

## شغور المنصب
في حالة شغور منصب أحد الأمراء، فإن أندورا "تعترف بصحة الإجراءات المؤقتة المنصوص عليها في أوضاع كل منهما، حتى لا تنقطع الوظيفة العادية للمؤسسات الأندورية".

## ملحوظات
1. ↑  هذا يعني أن خطابات اعتماد سفراء فرنسا في أندورا أو العكس موقعة مرتين من قبل الرئيس الفرنسي: مرة كمرسل ومرة كمستلم.

## فهرس
- Armengol Aleix, E. (2009). Andorra: un profund i llarg viatge (بالكتالونية). Andorra: Government of Andorra. ISBN:9789992005491.
- Guillamet Anton, J. (2009). Andorra: nova aproximació a la història d'Andorra (بالكتالونية). Andorra: Revista Altaïr. ISBN:9788493622046.

## روابط خارجية
- Representació de SE El Copríncep Francés
- El Copríncep d'Urgell
- Rulers.org - قائمة أندورا بحكام أندورا